# Evas Forlovelse
Evas Forlovelse er en dansk stumfilm fra 1920, der er instrueret af Lau Lauritzen Sr..

## Handling
Denne artikel mangler et handlingsreferat. Hjælp os med at skrive det.